# Księgi narodu polskiego i pielgrzymstwa polskiego
Księgi narodu polskiego i pielgrzymstwa polskiego – utwór poetycki, broszura publicystyczna o charakterze politycznym napisana przez Adama Mickiewicza i wydana w grudniu 1832 roku w Paryżu. Utwór powstał w najbardziej płodnym literacko okresie życia Mickiewicza, krótko po upadku powstania listopadowego, tuż po napisaniu Dziadów części III, a bezpośrednio przed powstaniem Pana Tadeusza.

## Charakterystyka
Księgi w swojej formie przypominają przypowieści ewangeliczne, co jest celowym zabiegiem autora. Pod względem gatunku literackiego zalicza się je do literatury apokryficznej. Niemniej w swoim przesłaniu są utworem publicystycznym związanym z sytuacją Polaków u zarania Wielkiej Emigracji. 
Księgi były skierowane szczególnie do emigrantów po klęsce powstania listopadowego. Mickiewicz wyraża swoją opinię o politycznych sporach emigracji polskiej, które, jego zdaniem, stanowią zagrożenie dla poczucia jedności narodowej. Zwracał się do emigracji o zgodę i gotowość do działania. Księgi stanowią jeden z fundamentów polskiego mesjanizmu, gdyż Polska, jak pisze autor, przetrwała w ideałach wiary chrześcijańskiej i pragnieniu wolności; ma więc jego zdaniem, rolę odkupicielską. Jej rozbiory porównuje do męki Jezusa Chrystusa, a jej wyzwolenie do zmartwychwstania.
Część emigracji zarzucała autorowi idealizację i promowanie moralności wynikającej jedynie z religijności. Krytycznie słowa braku uznania pojawiły się także w bulli Grzegorza XVI. Księgi zdobyły jednak wielką popularność, nie tylko za granicą, ale także w Polsce, gdzie były nielegalnie drukowane. Przetłumaczono je na wiele języków. Dzięki temu utworowi Mickiewicz stał się znany w Europie.

## Ciekawostka ezoteryczna[potrzebnyprzypis]
W tytule utworu mamy 44 litery, czyli klucz kodu, który pozwala wyodrębnić kilka zdań o tej samej liczbie liter. Znajdziemy je na początku pierwszej i drugiej księgi oraz w „Modlitwie pielgrzyma”, stanowiącej zakończenie emigracyjnego manifestu Mickiewicza. 
1. Od początku świata aż do umęczenia narodu polskiego
2. W on czas przyszedł na ziemię Syn Boży JEZUS CHRYSTUS
3. Duszą narodu polskiego jest pielgrzymstwo polskie
4. Polak w pielgrzymstwie nie ma jeszcze imienia swego
5. BOŻE Jagiellonów! BOŻE Sobieskich! BOŻE Kościuszków!
W Roku Romantyzmu Polskiego tajemnicza liczba 44 odsłania się nam w duchu mesjanizmu polskiego.